# Oleksandr Serdjuk
Oleksandr Oleksijowytsch Serdjuk (ukrainisch Олександр Олексійович Сердюк; * 3. Juli 1978 in Charkiw, Ukrainische SSR) ist ein ehemaliger ukrainischer Bogenschütze.

## Karriere
Oleksandr Serdjuk nahm an zwei Olympischen Spielen teil: 2004 belegte er in Athen in der Einzelkonkurrenz den 15. Platz, während er im Mannschaftswettbewerb die Bronzemedaille gewann. Nach einer Halbfinalniederlage gegen Südkorea besiegte das ukrainische Team die US-amerikanische Mannschaft mit 237:235. Die Olympischen Spiele 2008 in Peking schloss Serdjuk auf dem 17. Rang des Einzels ab, mit der Mannschaft verpasste er nach einer abschließenden 219:222-Niederlage gegen China als Vierter knapp einen weiteren Medaillengewinn.
Bei der Hallenweltmeisterschaften 2005 gewann Serdjuk Bronze im Einzel und Gold mit der Mannschaft. Zudem wurde er 2004 Halleneuropameister mit der Mannschaft.